# 巴別塔 (布勒哲爾)
《巴別塔》（荷蘭語：De Toren van Babel））是指由佛蘭芒文藝復興畫家老彼得·勃鲁盖尔創作，以「巴別塔」作為主題的三幅畫作。第一幅袖珍畫於他在羅馬期間繪製在象牙上，但現已失傳。現存的兩幅畫作分別收藏在維也納的艺术史博物馆和鹿特丹的博伊曼斯·范伯宁恩美术馆，通常被稱為「大巴別塔」和「小巴別塔」。這兩幅板畫均畫在木板上。
鹿特丹的畫作約為維也納幅的一半大小。兩幅畫在構圖上幾乎相同，但細節上有所不同，包括塔的建築和周圍的天空和景觀。維也納版本的前景中描繪了一群人物，其中主要人物被認為是宁录，即下令建造巴別塔的人。在維也納的畫作中，塔坐落在一座大城市的邊緣，而鹿特丹的塔則位於鄉村開闊地帶。

這些畫作展示了巴別塔的建造過程，依據聖經《創世記》，這座塔由統一語言的人類建造，作為他們成就的象徵，並防止他們分散：
「我們要建造一座城和一座塔，塔頂通天，為要傳揚我們的名，免得我們分散在全地上。」

## 描述與分析
布勒哲爾對巴別塔的描繪融入了大量拱門和其他羅馬帝國工程的元素，故意讓人聯想到羅馬競技場。當時的基督徒將該文明的建築風格視為狂妄自大和迫害的象徵。布勒哲爾在1552至1553年期間曾訪問羅馬。在回到安特衛普後，他可能透過他的版畫出版商希羅尼穆斯·科克製作的一系列羅馬地標版畫，來喚起對羅馬的記憶，他在現存的兩幅《巴別塔》中都融入了科克版畫中的羅馬景觀細節。
對布勒哲爾的同時代人來說，羅馬和巴比倫的對比具有特殊意義：羅馬被視為「永恆之城」，凱撒打算讓其永存，而它的衰敗和毀壞則象徵著人類文明努力的虛榮和短暫。巴別塔同樣象徵著當時天主教會（所有儀式均以拉丁語進行）與在荷蘭日益流行的多語新教之間的宗教動盪。這題材可能具有特定的時事性，因為著名的《王朝聖經》於1566年在安特衛普出版，這被視為聖經學術研究中的一個里程碑。
乍看之下，巴別塔似乎是一系列穩定的同心圓拱柱，但仔細觀察會發現，沒有一層是完全水平的，而是以螺旋上升的形式建造。畫中的工人們將拱門垂直於傾斜的地面建造，使其不穩定，一些拱門已經開始坍塌。在建造上層之前，塔的地基和底層並未完成。

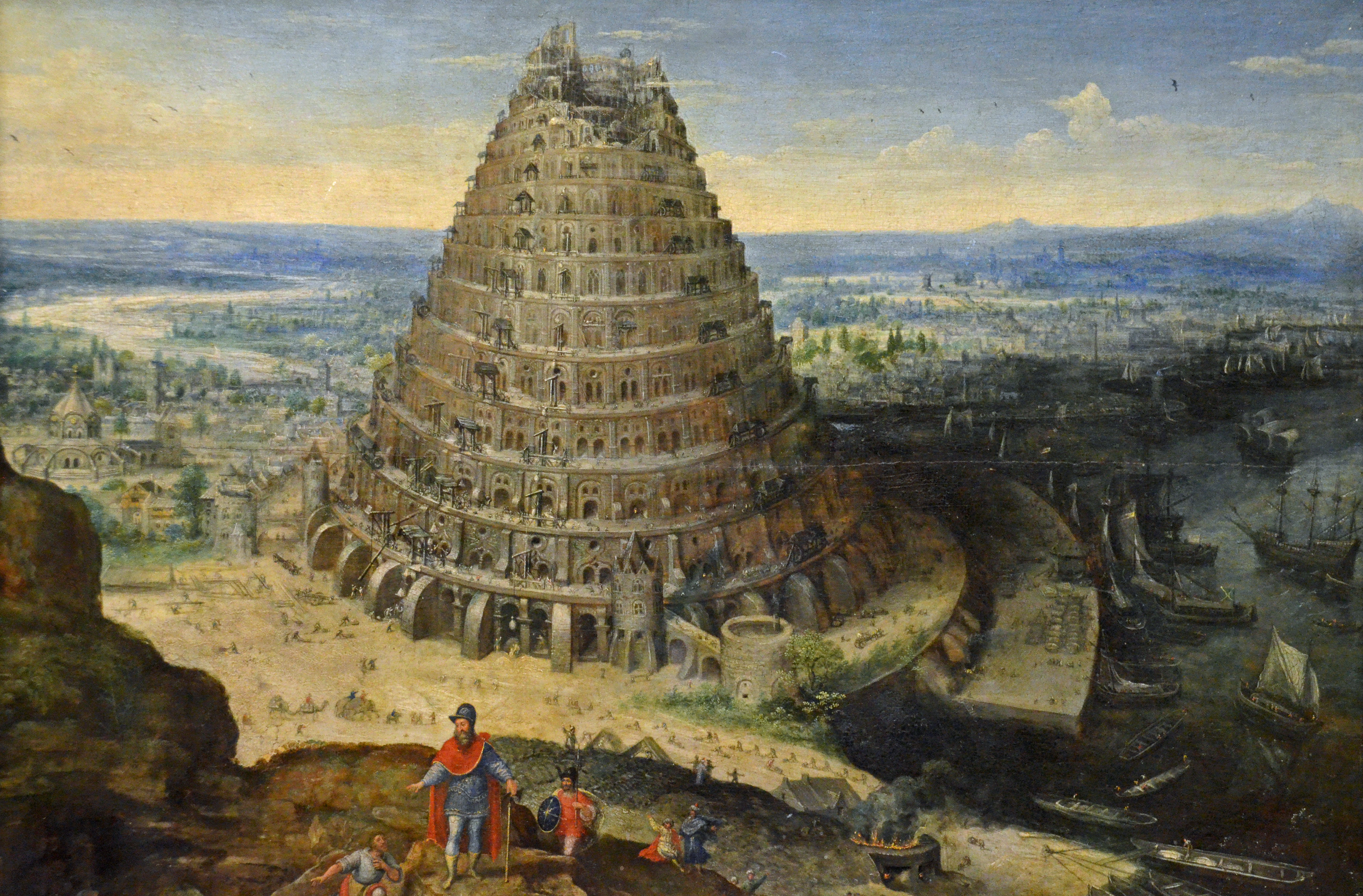
法爾肯博赫的《巴別塔》，繪製於1594年

與布勒哲爾的同時代畫家盧卡斯·範·法爾肯博赫在1560年代及其後職業生涯中也繪製了《巴別塔》，這可能受到布勒哲爾作品的啟發。
而《巴別塔》的故事如同布勒哲爾唯一其他以舊約為主題的畫作《掃羅自殺》一樣）被解讀為「驕傲」受懲的例子，這無疑是勃魯蓋爾希望透過他的畫作表達的意思。此外，工程師、石匠和工人的繁忙活動也指出了另一個道德寓意：「人類努力的徒勞」。尼姆羅德的絕望建築在塞巴斯蒂安·布兰特的《愚人船》中用來表達這個意義。勃魯蓋爾對建築程序和技術的了解相當深入和細緻，他對這些活動的描繪技巧令人聯想到他最後的委託作品——一系列記錄布魯塞爾和安特衛普之間運河挖掘的紀實畫作，在他去世時尚未完成。
《巴別塔》兩幅塔畫展示了部分完工的石面巨大磚結構，這是古羅馬建築中的典型技術，常見於羅馬競技場和其他巨大的羅馬建築中。這種宏大而正式的建築並非勃魯蓋爾通常在畫作或素描中關注的主題，儘管它是許多同時代藝術家的典型主題。當納丁·奧倫斯坦在討論他唯一已知的羅馬建築素描時，從兩幅《巴別塔》中的鬥獸場細節推斷他「必定」在十年前的訪問中用素描記錄了這些細節，但考慮到版畫的容易取得，這項推論並不確定。
沒有現存的素描可以作為這幅或其他勃魯蓋爾畫作的草圖，儘管有跡象表明勃魯蓋爾確實使用過預備草圖。兩個版本的《巴別塔》充滿了可能先在草圖中完成的細節【12】。除了缺乏山脈外，這些畫作包含了世界風景的主要元素，這是在勃魯蓋爾早期許多風景畫中遵循的構圖。維也納的塔環繞著一座非常陡峭的小山，這座山可以在建築物的中心靠近地面以及右側較高處看到。

## 出處
在維也納的畫作中，有一塊石塊直接位於國王前方，上面簽名並標有日期「Brvegel. FE. M.CCCCC.LXIII」（其中Bruegel FE. 這是「Bruegel a fait en」的簡寫，法語中意為「[由] Bruegel（布勒哲爾）[於1563年] [繪製]」）。
這幅畫是為安特衛普的銀行家尼古拉斯·容赫林克所畫，他是布勒哲爾最好的贊助人之一，擁有不少於16幅他的畫作。

## 圖片細節（大巴別塔）

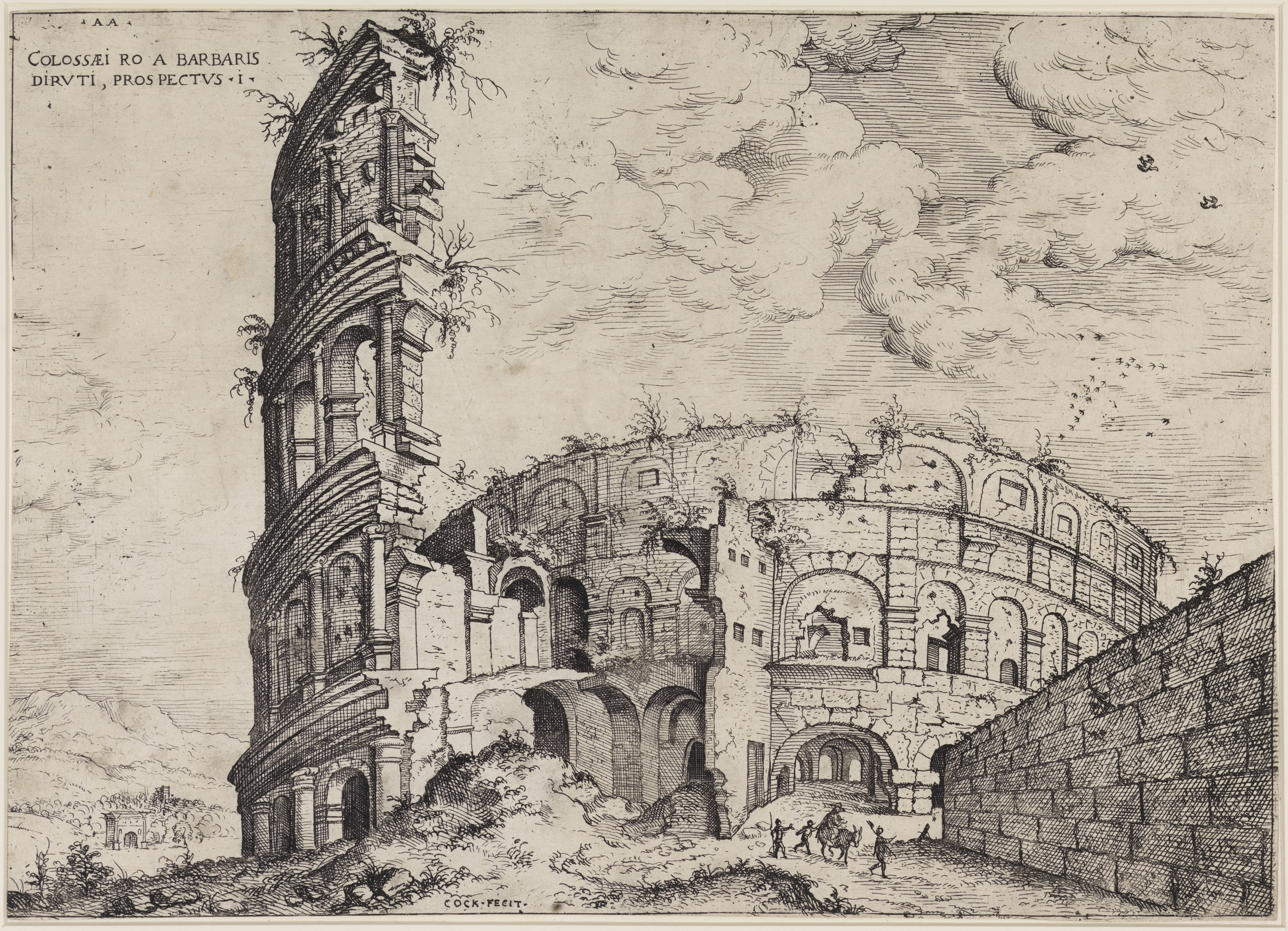
羅馬競技場印刷品，於1551年出版
國王及隨從參觀建造者。右下角有布勒哲爾的簽名。
雲層之上的山峰
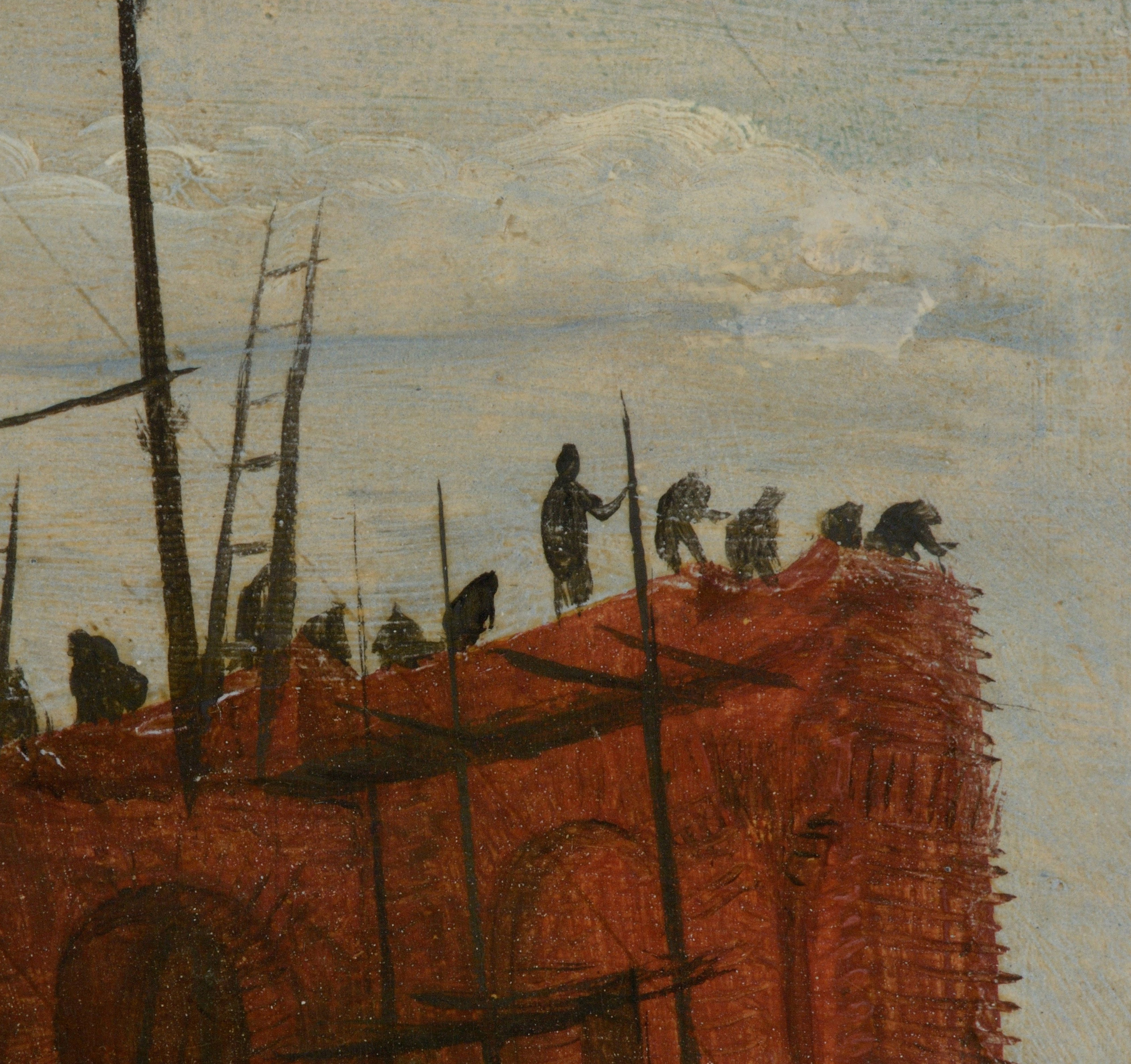
頂層的瓦工
起重機
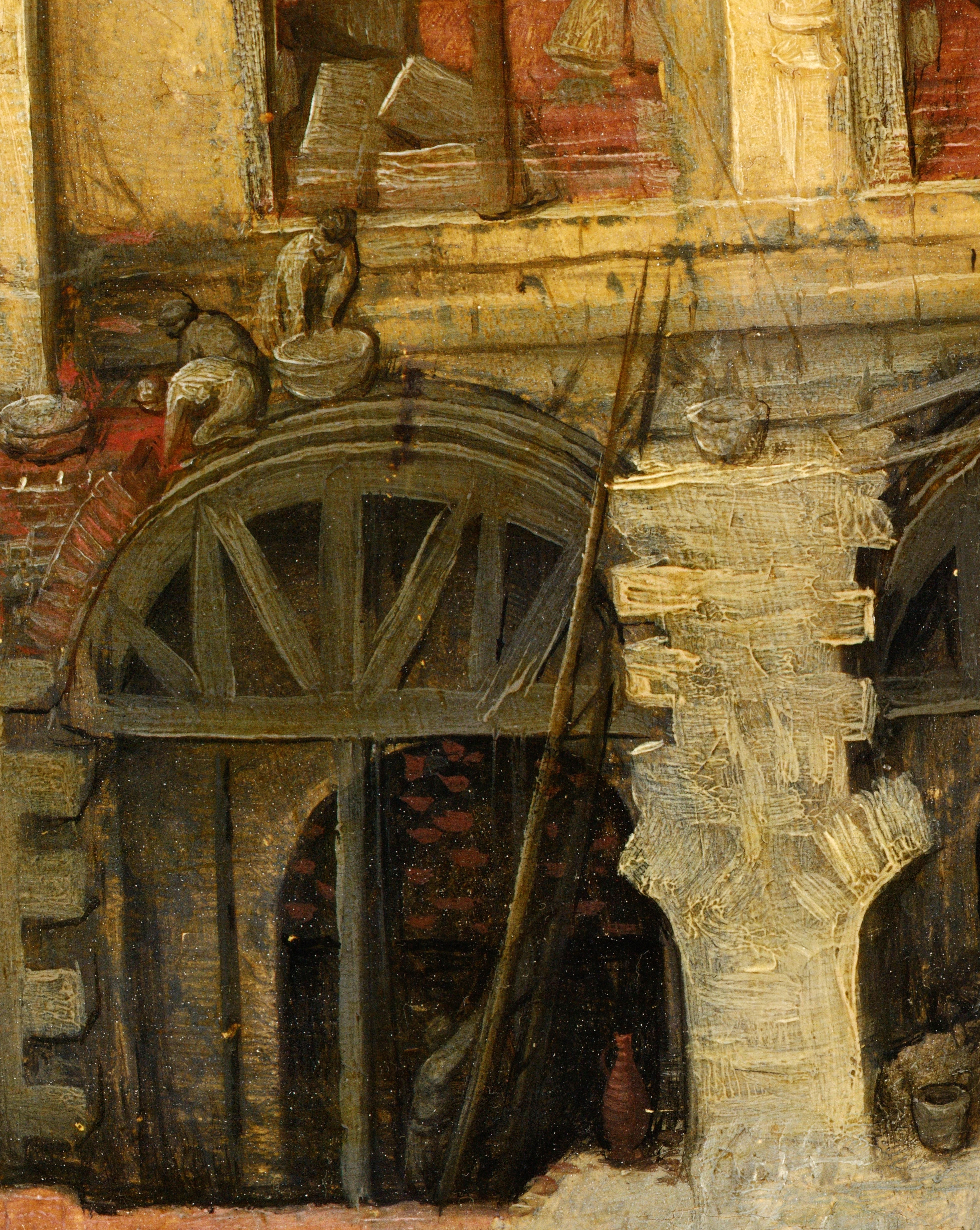
附鷹架的金庫

## 流行文化
藝術家洛塔爾·奧斯特伯格創作了一系列受巴別塔影響的作品，名為「巴別塔」（2015-7），其中包括照相凹版、定格錄像和完全由舊書搭建的28英尺雕塑裝置。

### 書目
- Orenstein, Nadine M. (编). . 大都會藝術博物館. 2001  [2024-06-19]. ISBN 9780870999901. （原始内容存档于2019-01-14）. (full text free online)
- 詹姆斯·史奈德（英语：James Snyder (art historian)）. Northern Renaissance Art, 1985, Harry N. Abrams, ISBN 0136235964

## 外部連結
- The Tower at the KHM
- The "Little" Tower of Babel at Museum Boijmans Van Beuningen 的存檔，存档日期2013-07-12.